# Gostycyn
Gostycyn (in tedesco Liebenau) è un comune rurale polacco del distretto di Tuchola, nel voivodato della Cuiavia-Pomerania.
Ricopre una superficie di 136,15 km² e nel 2004 contava 5185 abitanti.